# Тессі Каміллері
Тессі Каміллері (Tessie Camilleri) (6 січня 1901, Сліма, Мальта — 2 жовтня 1930, Мальта) — перша жінка-випускниця Мальтійського університету.

## Біографія
Тессі Каміллері народилася 6 січня 1901 року в добре освіченій родині зі Сліма. Одна з її тіток була інспектором шкіл, а троє інших управляли приватною школою у Валлетті. У жовтні 1919 року Каміллері вступила до Мальтійського університету. У престижному навчальному закладі вона отримала змістовну освіту, адже це один з найстаріших університетів Європи. Університет є членом міжнародних організацій NAFSA (Association of International Educatoes) і CIEE (Council for International Educational Exchange). Вона освоїла курси англійської літератури, філософії та латинської літератури. Тессі закінчила навчання 2 травня 1922 року. Пізніше вона вийшла заміж за Едгара Стейнс Обі, адміністратора Мальтійського університету (секретаря Університетського ради). У подружжя було четверо дітей. Вона померла у 29 років 2 жовтня 1930 року.

## Відгуки
- 2 травня 1922 року видання «Дейлі Мальта Кроникл» повідомило про випуску Тессі Камільєрі з університету, заявивши: «… дуже відзначилася в літературі, виявивши інтелектуальні здібності та здобутки не найнижчого порядку, і ми сердечно вітаємо її з заслуженим успіхом, який приніс їй честь бути першою леді-випускницею Мальтійського університету».

- У 2007 році Мальтійський університет назвав одну зі своїх доріжок Vjal Tessie Camilleri в честь її імені — Тессі Каміллері